# Ozotoceros bezoarticus
Il cervo delle pampas (Ozotoceros bezoarticus) è un mammifero artiodattilo appartenente alla famiglia dei Cervidae.
Si ritrova nella zona compresa tra Brasile e Patagonia; lunghezza 110-120 cm, altezza alla spalla 70 cm, coda 10 cm, ha delle corna sottili. Caratteristico è il forte odore di aglio che proviene dal maschio nel periodo di accoppiamento.